# 方儀鳳
方儀鳳（16世紀—17世紀），南直隸池州府貴池縣人，明朝軍事人物。

## 生平
方儀鳳曾中三科武舉人，萬曆四十四年（1616年）中武進士會試第一，獲授廣東屯田都司僉書，倡議屯田令軍需不乏匱，四十八年（1620年）陞為廣西掌印都司，推卻常例，次年（1621年）陞任廣州海防參將，阻擋在海上劫掠的紅毛人，又整頓軍實，軍中無人冒領餉，擢官南路副總兵，致仕回鄉，著有《韜略全書》流傳。
兒子方懋昌，萬曆四十七年武進士。

## 引用
1. 1 2  光緒《貴池縣志·卷二八·人物志》：方儀鳳，幼習儒，改學騎射，萬厯四十四年以三科武舉賜進士第一，授廣東屯田都司僉書，倡興屯田，軍不以乏。逾年遷廣西都指揮使，卻常例，遷廣州參將，適紅毛夷行劫海上，率兵卻之，整頓軍實，一軍無冒餉者，擢南路副總兵致仕歸，著《韜略全書》行世。子懋昌，萬厯四十五【六】年武舉，四十六【七】年進士…… 府志
2. ↑  《明神宗顯皇帝實錄·卷五百九十二》：（萬曆四十八年三月癸未）陞廣東都司僉書方儀鳳為廣西掌印都司，神樞十營佐擊林兆鼎為四川掌印都司，揚州守備高應登為中都留守僉書，鄱陽守備孟應聘為廣東都司僉書，大同渾源城守備翟從義為萬全都司僉書。
3. ↑  《明熹宗悊皇帝實錄·卷十六》：（天啟元年十一月庚申）陞都司僉書，王應槐鎮邊城、李同春山西偏関、王維城山西北楼口、張應昌大同井坪、王承運延綏高家堡、劉灝宣府永寧、孟國用陜西蘆塘、李廷秀甘肅莊浪、方儀鳳廣州海防、石國勳四川遵義，俱參將；守備沈繼先昌鎮右營、任汝威甘肅標兵、李釗延綏入衞，俱遊擊將軍。
4. ↑  光緖《重修安徽通志·卷二百三十·人物志·武功一》：方儀鳳，貴池人，萬歷丙辰武進士第一，授廣東屯田都司僉書、大興屯政以給軍食。歷廣東參將，紅毛劫掠海上，督兵卻之，擢南路副總兵，著《韜略全書》行世，子懋昌能世其學。